# Lazzaro Opizio Pallavicini
Lazzaro Opizio Pallavicini (Genova, 30 ottobre 1719 – Roma, 23 febbraio 1785) è stato un cardinale e arcivescovo cattolico italiano.

## Biografia
Nato a Genova il 30 ottobre 1719, Lazzaro Opizio Pallavicini era membro di una nobile famiglia del patriziato genovese. 
Era il figlio di Paolo Girolamo, senatore della Repubblica di Genova, e da Giovanna di Luciano Serra.
Avviato alla carriera ecclesiastica, studiò presso l'Università La Sapienza di Roma dove ottenne il dottorato in utroque iure, divenendo poco dopo referendario del Supremo Tribunale della Segnatura Apostolica. Governatore provinciale della Marca Anconitana dall'8 novembre 1751, ricevette gli ordini minori il 18 febbraio 1754, il suddiaconato il 24 febbraio ed il diaconato il 10 marzo sempre di quell'anno. Nove giorni più tardi venne nominato sacerdote.
Eletto arcivescovo titolare di Lepanto il 1º aprile 1754, ricevette la consacrazione episcopale il 7 aprile di quell'anno a Roma dal cardinale Federico Marcello Lante Montefeltro della Rovere. Nominato assistente al Trono Pontificio il 16 aprile 1754, fu nunzio nel Regno di Napoli dal 21 maggio 1754 sino al 9 febbraio 1760 quando venne trasferito alla nunziatura apostolica del Regno di Spagna.
Creato cardinale presbitero nel concistorio del 26 settembre 1766, fu legato a Bologna dal 1º dicembre di quello stesso anno. Il 20 giugno 1768 ricevette la berretta cardinalizia ed il titolo dei Santi Nereo e Achilleo, col quale prese parte al conclave del 1769 che elesse papa Clemente XIV. Nominato cardinale Segretario di Stato dal 19 maggio 1769, partecipò nuovamente al conclave del 1775-1775 ove venne eletto pontefice Pio VI. Camerlengo del Sacro Collegio dei Cardinali dal 29 gennaio 1776, rimase in carica sino al 17 febbraio 1777. Il 14 dicembre 1778 optò per il titolo di San Pietro in Vincoli, divenendo dal 3 ottobre 1783 ambasciatore plenipotenziario incaricato di concludere dei trattati con la Repubblica di Venezia.
Morì a Roma il 23 febbraio 1785 e la sua salma venne esposta nella basilica di Santa Maria sopra Minerva dove ebbero luogo anche i funerali. Il suo corpo venne sepolto nella chiesa di San Nicola da Tolentino a Roma, secondo la sua espressa volontà.

## Genealogia episcopale e successione apostolica
La genealogia episcopale è:
- Cardinale Scipione Rebiba
- Cardinale Giulio Antonio Santori
- Cardinale Girolamo Bernerio, O.P.
- Arcivescovo Galeazzo Sanvitale
- Cardinale Ludovico Ludovisi
- Cardinale Luigi Caetani
- Cardinale Ulderico Carpegna
- Cardinale Paluzzo Paluzzi Altieri degli Albertoni
- Cardinale Gaspare Carpegna
- Cardinale Fabrizio Paolucci
- Cardinale Francesco Barberini
- Cardinale Annibale Albani
- Cardinale Federico Marcello Lante Montefeltro della Rovere
- Cardinale Lazzaro Opizio Pallavicini

La successione apostolica è:
- Vescovo Domenico Micillo (1770)
- Vescovo Giacinto Maria Barberio, O.F.M.Conv. (1771)
- Vescovo Niccolò Marcacci (1771)
- Vescovo Giacomo Antonio Riccardini, O.F.M.Conv. (1771)
- Vescovo Carlo Nicodemi (1771)
- Vescovo Baldassarre Vulcano, O.S.B. (1771)
- Vescovo Gioacchino Paglione (1771)
- Vescovo Filiberto Pascale (1771)
- Cardinale Giuseppe Garampi (1772)
- Cardinale Francesco Maria Banditi, C.R. (1772)
- Cardinale Francesco Maria Locatelli (1772)
- Vescovo Juan Díaz de La Guerra (1772)
- Vescovo Salvatore Pisani (1772)
- Arcivescovo Gennaro Clemente Francone (1772)
- Vescovo Francesco Angelo Pastrovich, O.F.M.Conv. (1772)
- Vescovo Saverio Palica, O.S.B. (1773)
- Vescovo Francesco Paolo Mandarani (1773)
- Vescovo Gregorio Alessandri (1773)
- Vescovo Antonio de Torres, O.S.B. (1773)
- Arcivescovo Bernardino Muti (1773)
- Vescovo Giuseppe Pasquale Rogani (1774)
- Vescovo Nicolò Rossetti (1774)
- Vescovo Onofrio Maria Ginnari (1774)
- Vescovo Domenico Maria Clavarini, O.P. (1775)
- Vescovo Gerolamo Dandolfi (1775)
- Vescovo Vincenzo Ferretti (1775)
- Vescovo Carlo d'Ambrosio (1775)
- Vescovo Giuseppe Antonio Farao (1775)
- Vescovo Alessandro Maria Odoardi (1776)
- Vescovo Alessandro Garimberti (1776)
- Vescovo Domenico Maria Gentile (1776)
- Vescovo Pietro Silvio di Gennaro (1776)
- Vescovo Giuseppe Maria Terzi (1777)
- Vescovo Pietro Stefano Speranza (1777)
- Vescovo Benedetto Solari, O.P. (1778)
- Vescovo Francesco Antonio Fracchia (1778)
- Arcivescovo Salvatore Spinelli, O.S.B. (1779)
- Vescovo Francesco del Tufo, C.R. (1779)
- Vescovo Saverio Marini (1779)